# Raphaël Patorni
Pour les articles homonymes, voir Patorni.
Raphaël Patorni est un acteur français né le 15 avril 1911 à Paris et mort le 27 novembre 1986 à Neuilly-sur-Seine.

## Biographie

### Origines et vie familiale
René Raphaël Patorni naît en 1911 à Paris 8e d’Aurèle Patorni et de Régina Casadesus. Par sa mère, il est ainsi le cousin germain de Christian, Gisèle, Gaby et Robert Casadesus.
Excellent joueur de tennis, il épousa le 12 avril 1942 Jacqueline Horner, championne de France de tennis junior qui participa aux plus grands championnats, tels que Roland-Garros, Wimbledon et Forest Hills jusqu’en 1956, date à laquelle elle devint joueuse professionnelle, mais qui était aussi membre de l'équipe de France de ski.
Jacqueline et Raphaël Patorni devinrent entraîneurs de tennis et enseignèrent au Racing Club de France ; ils prirent aussi en charge les activités tennistiques à Deauville.

### Mort
Raphaël Patorni meurt le 27 novembre 1986 à Neuilly-sur-Seine.

## Filmographie
- 1943 : Les Enfants du Paradis de Marcel Carné,  film tourné en deux époques : un dandy
- 1943 : Les Mystères de Paris de Jacques de Baroncelli : Murph
- 1944 : L'Île d'amour de Maurice Cam : Simon Bozzi
- 1944 : Le Bossu de Jean Delannoy : Philippe de Nevers
- 1945 : François Villon de André Zwobada
- 1945 : Le Gardian de Jean de Marguenat : Rampal
- 1945 : Jéricho d'Henri Calef : Batignolles
- 1945 : La Part de l'ombre (ou Trois amours) de Jean Delannoy : Pierre Morin ou Robert
- 1946 : Le Secret du Florida de Jacques Houssin : Léo
- 1946 : Vertiges (ou L'Heure du destin) de Richard Pottier : un assistant
- 1947 : L'aventure commence demain de Richard Pottier : le radio reporter
- 1947 : Colomba de Émile Couzinet : Brandolaccio
- 1947 : Quai des Orfèvres de Henri-Georges Clouzot
- 1948 : Barry de Richard Pottier : une recrue
- 1948 : La Belle Meunière de Marcel Pagnol : le comte Christian
- 1948 : Docteur Laennec de Maurice Cloche : un malade
- 1948 : Manon d'Henri-Georges Clouzot
- 1948 : Le Secret de Mayerling de Jean Delannoy : le comte Hoyos
- 1949 : Marlène / La porte d'or de Pierre de Hérain : César Luciani
- 1949 : L'Auberge du péché de Jean de Marguenat : Chauraud
- 1949 : La Danseuse de Marrakech de Léon Mathot  : le colonel
- 1949 : Le Grand Rendez-vous de Jean Dréville : Solal
- 1949 : Le Martyr de Bougival de Jean Loubignac : Mareuil
- 1950 : Trois Marins dans un couvent d'Émile Couzinet : le premier moine
- 1950 : Les Anciens de Saint-Loup de Georges Lampin : Fourcade
- 1950 : Demain nous divorçons de Louis Cuny : maître Édouard Vermorel
- 1950 : Dieu a besoin des hommes de Jean Delannoy : Jules
- 1950 : L'Étrange Madame X de Jean Grémillon : un invité
- 1951 : Casque d'Or de Jacques Becker : un client chic de l'Ange Gabriel
- 1951 : Le Garçon sauvage de Jean Delannoy : Luccioni, le « Corse »
- 1952 : Seuls au monde ou  La porte ouverte de René Chanas : l'avocat
- 1952 : Adorables créatures de Christian-Jaque : le monsieur
- 1952 : Les Amours finissent à l'aube de Henri Calef : un inspecteur
- 1952 : Les Détectives du dimanche de Claude Orval : le premier inspecteur
- 1952 : Hold-up en musique / Le Gang des pianos à bretelles de Gilles de Turenne : Al, le gangster envoyé par l'Amérique
- 1952 : Lucrèce Borgia de Christian-Jaque : l'envoyé d'Este
- 1952 : La Minute de vérité de Jean Delannoy : le comédien qui donne la réplique
- 1952 : Violettes impériales de Richard Pottier  : un courtisan
- 1953 : Le Grand Pavois de Jack Pinoteau : Chéruel
- 1953 : La Route Napoléon de Jean Delannoy : Bonvent
- 1953 : Secrets d'alcôve de Jean Delannoy : Gaston Dulac dans le sketch : Le lit de la Pompadour
- 1953 : Les Trois Mousquetaires d'André Hunebelle
- 1954 : Raspoutine de Georges Combret : le ministre Stumerof
- 1954 : Cadet Rousselle de André Hunebelle : un aristocrate
- 1954 : Le Mouton à cinq pattes de Henri Verneuil : le comédien jouant Rodrigue
- 1954 : Obsession de Jean Delannoy : Bertrand
- 1954 : Le Rouge et le Noir de Claude Autant-Lara : un homme dans la foule
- 1955 : Napoléon de Sacha Guitry : Linglet
- 1955 : Chiens perdus sans collier de Jean Delannoy : le substitut
- 1955 : Mademoiselle de Paris de Walter Kapps : le fournisseur
- 1955 : Marie-Antoinette reine de France de Jean Delannoy : le duc de Choiseul
- 1955 : Toute la ville accuse de Claude Boissol : le directeur de la banque
- 1957 : Le Colonel est de la revue de Maurice Labro
- 1957 : Chaque jour a son secret de Claude Boissol
- 1957 : L'Étrange Monsieur Steve de Raymond Bailly : un inspecteur
- 1958 : Maigret tend un piège de Jean Delannoy : l'inspecteur janvier
- 1958 : Chéri, fais-moi peur de Jack Pinoteau
- 1959 : Le Baron de l'écluse de Jean Delannoy
- 1960 : Le Capitan d'André Hunebelle : le duc d'Angoulême
- 1962 : Les Mystères de Paris d'André Hunebelle : le président du cercle

## Théâtre
- 1952 : La neige était sale de Georges Simenon, adaptation Frédéric Dard, mise en scène Raymond Rouleau, théâtre des Célestins